# Пионерская дружина
Пионе́рская дружи́на — объединение (как правило из нескольких сотен человек) членов пионерского движения, существовавшего в СССР (Всесоюзная пионерская организация имени В. И. Ленина), а также в ряде других стран социалистического лагеря.

## История
Прообразом пионерских дружин выступали боевые дружины восставших во время революции 1905—1907 годов, а само понятие стали широко использовать в СССР, начиная с 1922 года.
Пионерские дружины создавали в средних общеобразовательных школах, школах-интернатах, суворовских и нахимовских училищах и детских домах. Кроме того, во время школьных каникул их создавали во всех пионерлагерях.
В 1971 году в составе Всесоюзной пионерской организации находилось около 120 тысяч пионерских дружин, объединявших 23 миллиона пионеров.

## Деятельность
Правоустанавливающим документом деятельности пионерских дружин являлось «Положение о Всесоюзной ордена Ленина пионерской организации имени В. И. Ленина». Первичной ячейкой пионерских дружин выступали отряды, состоявшие из звеньев и объединявшие пионеров, учившихся вместе в одном классе, а каждый отряд имел Товарищеский суд. У каждой из пионерских дружин было своё собственное красное знамя, а у отряда — красный флаг. Высшим органом был пионерский сбор, а для осуществления повседневного руководства происходило избрание совета пионерских дружин — коллективного органа самоуправления, в задачи которого входило руководство отрядами пионеров и группами октябрят, создание в средней школе и по месту жительства учащихся различных детских объединений по интересам: клубов, кружков, отрядов и спортивных секций, поддержание связи с общественностью и педагогическим коллективом. При пионерских дружинах создавали советы друзей, в которые входили представители различных заводов, колхозов, совхозов и учреждений. Пионерские дружины проводили внеклассную работу с учащимися 1—8-х классов, образцовым пионерам совет пионерских дружин давал рекомендации на приём в члены ВЛКСМ. Они объединялись в систему, состоявшую из районных и городских организаций, возглавляемых советом пионерской организации. В свою очередь последний подчинялся руководству ВЛКСМ в лице назначавшегося старшего вожатого пионеров.
Периодически среди пионерских дружин проводили соревнования всесоюзного и республиканского значения, на которых происходил смотр и оценка их деятельности. При этом самые лучшие дружины и отряды награждали памятными комсомольскими знамёнами и почётными грамотами, а также записывали в Книгу почёта Всесоюзной пионерской организации имени В. И. Ленина.